# Fallen (альбом Burzum)
Fallen — восьмой студийный альбом норвежского проекта Burzum, выпущенный 7 марта 2011 года.

## Запись и оформление альбома
Диск Fallen записан и смикширован в течение двух недель в студии Grieghallen, с использованием баса Spector и усилителя Vox AC50 1965 года, ударной установки Ludwig (с 26-дюймовымой бас-бочкой) 1975 года, микрофона Neumann M149 и стереомикрофонов Schoeps CMTS 501 U для вокала и гитары Peavey 23 на усилителе Peavey 6505.
В качестве обложки использован фрагмент картины «Элегия» 1899 года работы французского художника Адольфа-Вильяма Бугро.

## Музыка и тексты
По словам Варга Викернеса, Fallen — это что-то среднее между Belus и чем-то новым, вдохновленным больше дебютным альбомом и Det som engang var, чем Hvis lyset tar oss или Filosofem. Викернес заявил, что альбом микшировался так, будто это была классическая музыка, поэтому звук на альбоме довольно динамичный. По лирике Fallen похож на дебютный альбом, в том смысле, что он более личный и фокусируется на экзистенциальных проблемах, но мифологический подтекст, как и на альбоме Belus, тут также присутствует. В альбом  было включено несколько треков в стиле эмбиент - короткое вступление и более длинное заключение.

## Список композиций
Слова и музыка всех песен — Варг Викернес.
| №  | Название                   | Английский перевод (Варг Викернес)       | Длительность |
| -- | -------------------------- | ---------------------------------------- | ------------ |
| 1. | «Fra verdenstreet»         | From the World Tree (От мирового древа)  | 1:03         |
| 2. | «Jeg faller»               | I Am Falling (Я падаю)                   | 7:50         |
| 3. | «Valen»                    | Fallen (Падший)                          | 9:21         |
| 4. | «Vanvidd»                  | Madness (Безумие)                        | 7:05         |
| 5. | «Enhver til sitt»          | Each Man to His Own (Каждому своё)       | 6:16         |
| 6. | «Budstikken»               | The Message (Послание)                   | 10:09        |
| 7. | «Til hel og tilbake igjen» | To Hel and Back Again (В Хель и обратно) | 5:57         |

## Участники записи
- Варг Викернес — все инструменты и вокал
- Pytten (Эйрик Хундвин) — продюсирование